# 'Ndrina Talia
I Talia sono una 'ndrina di Bova (in provincia di Reggio Calabria).

## Storia

### Anni 2010
L'11 gennaio 2012 viene portata a termine dai carabinieri l'operazione bellu lavuru 2 prosecuzione dell'indagine bellu lavuru 1 del 2008, arrestati diversi presunti affiliati e concorrenti esterni del clan Morabito-Palamara-Bruzzaniti, dei clan Talia e Vadalà di Bova e dei Rodà e Maisano; secondo le indagini i clan avrebbero fortemente condizionato gli appalti pubblici relativi alla s.s. 106 jonica e la variante stradale di Palizzi, in particolare le 'ndrine si sarebbero occupate del ciclo del calcestruzzo e delle assunzioni, forniture di cantiere e procedure di sub appalto e nolo. Le attività investigative hanno colpito anche funzionari e dirigenti dell'ANAS e della società Condotte d'Acqua.